# Loudetia furtiva
Loudetia furtiva är en gräsart som beskrevs av Jacq.-fel. Loudetia furtiva ingår i släktet Loudetia och familjen gräs. Inga underarter finns listade i Catalogue of Life.